# Hazel O'Connor
Hazel O'Connor (16 de mayo de 1955) es una cantautora y actriz británica. Fue reconocida en la década de 1980 especialmente por los sencillos "Eighth Day", "D-Days" and "Will You", igualmente por su papel protagónico en la película Breaking Glass.

## Discografía
- Breaking Glass (1980)
- Sons And Lovers (1980)
- Cover Plus (1981)
- Smile (1984)
- Greatest Hits (1984)
- Alive And Kicking in L.A. (1990)
- To Be Freed (1993)
- Over The Moon...Live (1993)
- See The Writing on the Wall (1993)
- Private Wars (1995)
- Live in Berlin (1997)
- 5 in the Morning (1998)
- Beyond the Breaking Glass (2000)
- L.A. Confidential - Live (2000)
- Acoustically Yours (2002)
- Ignite (2002)
- A Singular Collection - The Best of Hazel O'Connor (2003)
- D-Days (2003)
- Hidden Heart (2005)
- Fighting Back - Live in Brighton (2005)
- Smile 2008 (2008)
- The Bluja Project (2010)[3]
- Breaking Glass Now (2010)
- I Give You My Sunshine (2011)
- Here She Comes (2014)

## Filmografía
- Girls Come First (1975)
- Double Exposure (1977)
- Breaking Glass (1980)
- Jangles (1982)
- Car Trouble (1986)
- Fighting Back (1986)
- Alive and Kicking in L.A. (1989–1990)
- Hazel O'Connor Live in Brighton (2005)
- Beyond The Breaking Glass (2008)